# ネイト (小惑星)
ネイト (1122 Neith) は、小惑星帯（メインベルト）に位置する小惑星の一つ。ウジェーヌ・デルポルトがベルギー王立天文台で発見した。
エジプト神話の女神ネイトにちなんで名づけられた。なお、17世紀から19世紀にかけて実在が論じられていた金星の衛星がやはりネイトと名付けられている。